# هاشم آشتیانی
میرزا هاشم آشتیانی  (۱۲۵۰–۱۳۲۸ خورشیدی) سیاستمدار و از اعضای فراکسیون دموکرات و همفکران سیدحسن مدرس بود.

## زندگی‌نامه
وی پسر میرزا حسن آشتیانی مجتهد معروف بود. در دوره سوم به جای یکی از نمایندگان مستعفی تهران انتخاب و در اول تیر ۱۲۹۴ خورشیدی اعتبارنامه اش تصویب و وارد مجلس شد. نمایندگی اش چند ماه بیشتر طول نکشید و با پیشروی ارتش روسیه بسوی تهران در جریان جنگ جهانی اول، مجلس تعطیل شد. میرزاهاشم در دوره‌های چهارم تا هشتم نیز به نمایندگی انتخاب شد. در مجلس پنجم در کنار مدرس و مشیرالدوله سرسختانه با جمهوریت رضاخانی مخالفت کرد. بحث بر سر اعتبارنامه او در آغاز این دوره مجلس به جنجال کشید. سید محمد تدین رهبر فراکسیون تجدد و هواخواه سردارسپه ادعا کرد که در انتخابات تهران تخلفاتی به نفع میرزا هاشم شده‌است و مدرس به دفاع از میرزا هاشم برخاست و تدین را متهم کرد که می‌خواهد دعواهای بیرون مجلس را به درون مجلس بکشد. در نتیجه دعوائی بین این دو درگرفت و تدین از فراکسیون تجدد خواست مجلس را ترک گویند. جلسه به آشوب کشیده و تعطیل شد. در دوره‌های بعدی مجلس، میرزا هاشم فعالیتی نداشت، اسماً نماینده مجلس بود اما هیچگاه به مجلس نمی‌رفت. 
میرزا هاشم آشتیانی متمول بود و املاک و مستغلات زیادی داشت و در ضمن یکی از بزرگترین پرورش‌دهندگان قناری در ایران بود. خط و تحریر خوبی داشت و تألیفاتی در ادعیه و زیارات از وی به‌جای مانده‌است. کتاب «ابواب‌الجنات» را حاج شیخ رضا قاضی تهرانی به امر او تألیف کرد.